# Masakr ve Wah Mee
Masakr ve Wah Mee (anglicky Wah Mee massacre) se odehrál 19. února 1983 v herně Wah Mee v Seattlu. Během ozbrojené loupeže zemřelo třináct civilistů a jeden byl těžce zraněn. Jedná se o nejtragičtější zločin, který byl kdy v Seattlu spáchán.

## Útok
19. února 1983 ve 12:30 (PST) vtrhli do herny Wah Mee tři ozbrojení útočníci. Bezpečnostní systém překonali hlavně díky tomu, že je ochranka klubu dobře znala. Téměř okamžitě po vstupu do klubu začali střílet a loupit. Jejich úmyslem bylo nenechat žádné svědky, to se jim ale nepovedlo a jediný přeživší masakru je později identifikoval. Pachatelé zabili 13 lidí a celkem si odnesli několik desítek tisíc dolarů.

## Tresty
24. února 1983 byli Kwan Fai „Willie“ Mak a Benjamin Ng obviněni z loupeže a vraždy 1. stupně. Benjamin Ng byl odsouzen na doživotí bez možnosti podmínečného propuštění a Mak byl odsouzen k trestu smrti.
Tony Ng byl zatčen v Kanadě a vydán zpět do Spojených států. U soudu tvrdil, že by Mak ublížil jeho rodině, pokud by se na loupeži nepodílel. Byl obviněn z vraždy 2. stupně a odsouzen na 30 let odnětí svobody s možností podmínečného propuštění.
24. října 2013 byl Tony Ng podmínečně propuštěn a přemístěn do vazby imigračního úřadu. 14. května 2014 byl deportován do Hongkongu.

## Herna Wah Mee

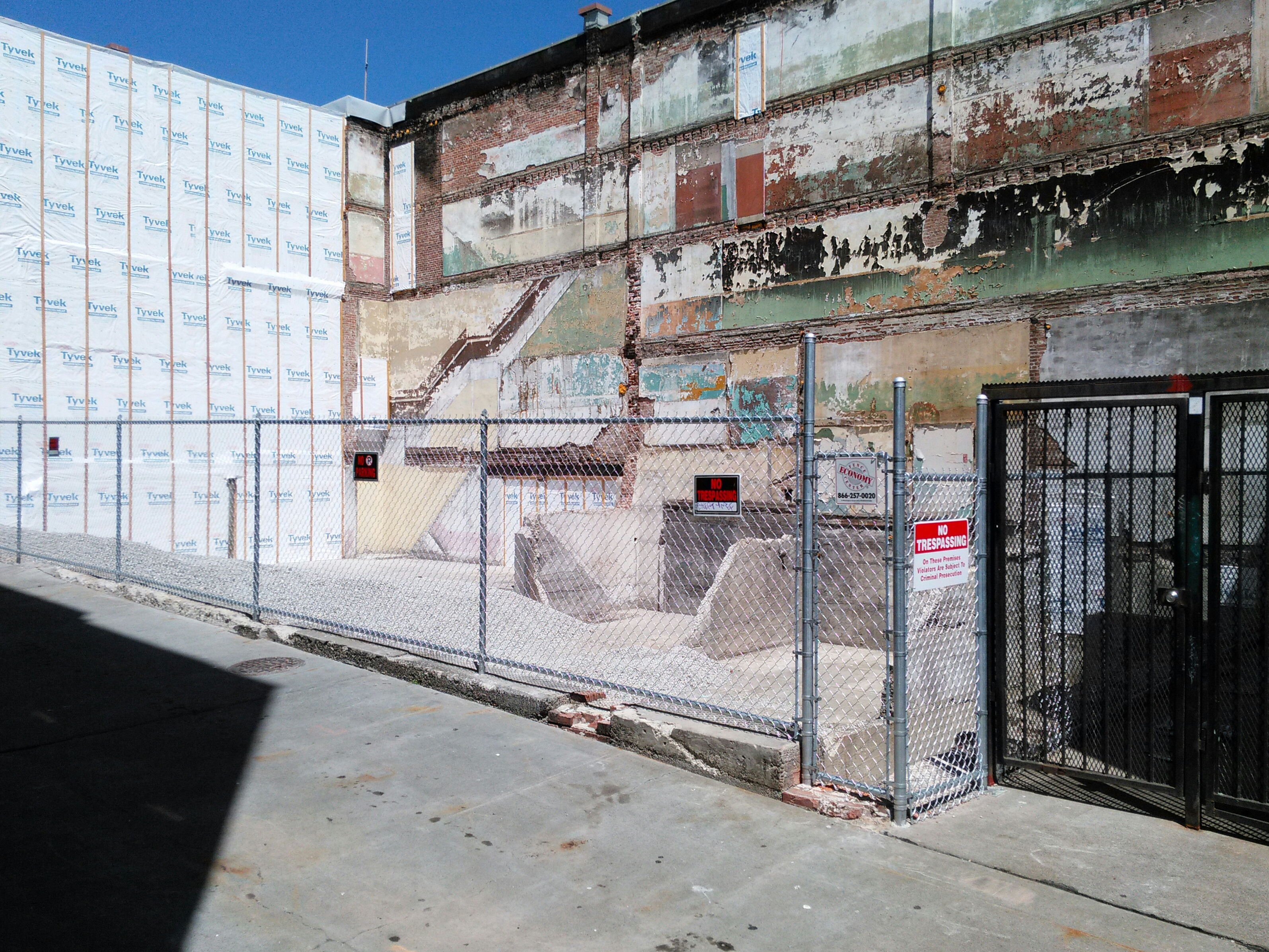
Horní patro herny Wah Mee po demolici, 2015

Samotná herna nebyla nikdy od masakru znovuotevřena. Na Štědrý večer roku 2013 vypukl v horním patře budovy požár. V dubnu 2015 bylo toto patro zbouráno.